# Brothange

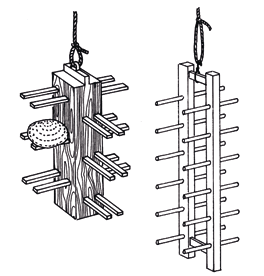
Brothangen

Eine Brothange, auch Brotschragen genannt, war eine an der Decke hängende Holzkonstruktion in Kellern oder Vorratsräumen zum Aufbewahren von Brot, um es vor Ungeziefer, insbesondere vor Mäusen zu schützen. Sie kam in Form von Stäben oder auch Brettern vor.